# Atlanta quoyii
Atlanta quoyii là một loài ốc biển, là động vật thân mềm chân bụng sống ở biển trong họ Atlantidae.